# 坝羊镇
坝羊镇，是中华人民共和国贵州省安顺市紫云苗族布依族自治县下辖的一个乡镇级行政单位。
2016年1月14日，贵州省人民政府批复同意紫云自治县部分乡镇行政区划调整，撤销坝羊乡建制，设置坝羊镇。新设置的坝羊镇辖原坝羊乡行政区域和板当镇鸡场坡村，镇人民政府驻新羊村。

## 行政区划
坝羊镇下辖以下地区：
鸡场坡村、新羊村、大坡村、山嘎村、平塘村、板桐村、下坝村、四联村、下关村、基塘村、红院村和茶英村。